# Kvalifikace na Mistrovství světa ve fotbale 1970 (CONCACAF)
Kvalifikace na Mistrovství světa ve fotbale 1970 zóny CONCACAF určila jednoho postupujícího na Mistrovství světa ve fotbale 1970.
Po vyloučení jednoho týmu byla zbylá dvanáctka účastníků rozlosována do čtyř skupin po třech týmech, ve kterých se utkal každý s každým dvoukolově doma a venku. Druhá a třetí fáze se hrála vyřazovacím systémem doma a venku. Vítěz třetí fáze postoupil na MS. Dvojutkání druhé fáze mezi týmy  Salvador a  Honduras dokonce vyústilo ve válečný konflikt mezi oběma zeměmi, kvůli němuž zahynulo celkem přibližně 2 100 lidí.

## První fáze

### Skupina 1
| Poř. | Tým     | B | Z | V | R | P | VG | IG |
| ---- | ------- | - | - | - | - | - | -- | -- |
| 1    | USA     | 6 | 4 | 3 | 0 | 1 | 11 | 6  |
| 2    | Kanada  | 5 | 4 | 2 | 1 | 1 | 8  | 3  |
| 3    | Bermudy | 1 | 4 | 0 | 1 | 3 | 2  | 12 |

| Datum                          | Domácí  | Výsledek | Hosté   |
| ------------------------------ | ------- | -------- | ------- |
| 6. října 1968, Toronto         | Kanada  | 4 – 0    | Bermudy |
| 13. října 1968, Toronto        | Kanada  | 4 – 2    | USA     |
| 20. října 1968, Hamilton       | Bermudy | 0 – 0    | Kanada  |
| 26. října 1968, Atlanta        | USA     | 1 – 0    | Kanada  |
| 3. listopadu 1968, Kansas City | USA     | 6 – 2    | Bermudy |
| 11. listopadu 1968, Hamilton   | Bermudy | 0 – 2    | USA     |

USA postoupily do druhé fáze.

### Skupina 2
| Poř. | Tým               | B | Z | V | R | P | VG | IG |
| ---- | ----------------- | - | - | - | - | - | -- | -- |
| 1    | Haiti             | 5 | 4 | 2 | 1 | 1 | 9  | 5  |
| 2    | Guatemala         | 4 | 4 | 1 | 2 | 1 | 5  | 3  |
| 3    | Trinidad a Tobago | 3 | 4 | 1 | 1 | 2 | 4  | 10 |

| Datum                              | Domácí            | Výsledek | Hosté             |
| ---------------------------------- | ----------------- | -------- | ----------------- |
| 17. listopadu 1968, Guatemala City | Guatemala         | 4 – 0    | Trinidad a Tobago |
| 20. listopadu 1968, Guatemala City | Trinidad a Tobago | 0 – 0    | Guatemala         |
| 23. listopadu 1968, Port au Prince | Trinidad a Tobago | 0 – 4    | Haiti             |
| 25. listopadu 1968, Port au Prince | Haiti             | 2 – 4    | Trinidad a Tobago |
| 8. prosince 1968, Port au Prince   | Haiti             | 2 – 0    | Guatemala         |
| 23. února 1969, Guatemala City     | Guatemala         | 1 – 1    | Haiti             |

Trinidad a Tobago hrál všechny své zápasy venku.
Haiti postoupilo do druhé fáze.

### Skupina 3
| Poř. | Tým       | B | Z | V | R | P | VG | IG |
| ---- | --------- | - | - | - | - | - | -- | -- |
| 1    | Honduras  | 7 | 4 | 3 | 1 | 0 | 7  | 2  |
| 2    | Kostarika | 5 | 4 | 2 | 1 | 1 | 7  | 3  |
| 3    | Jamajka   | 0 | 4 | 0 | 0 | 4 | 2  | 11 |

| Datum                          | Domácí    | Výsledek | Hosté     |
| ------------------------------ | --------- | -------- | --------- |
| 27. listopadu 1968, San José   | Kostarika | 3 – 0    | Jamajka   |
| 1. prosince 1968, San José     | Jamajka   | 1 – 3    | Kostarika |
| 5. prosince 1968, Tegucigalpa  | Honduras  | 3 – 1    | Jamajka   |
| 8. prosince 1968, Tegucigalpa  | Jamajka   | 0 – 2    | Honduras  |
| 22. prosince 1968, Tegucigalpa | Honduras  | 1 – 0    | Kostarika |
| 29. prosince 1968, San José    | Kostarika | 1 – 1    | Honduras  |

Jamajka hrála všechny své zápasy venku.
Honduras postoupil do druhé fáze.

### Skupina 4
| Poř. | Tým               | B | Z | V | R | P | VG | IG |
| ---- | ----------------- | - | - | - | - | - | -- | -- |
| 1    | Salvador          | 6 | 4 | 3 | 0 | 1 | 10 | 5  |
| 2    | Surinam           | 4 | 4 | 2 | 0 | 2 | 10 | 9  |
| 3    | Nizozemské Antily | 2 | 4 | 1 | 0 | 3 | 3  | 9  |

| Datum                           | Domácí            | Výsledek | Hosté             |
| ------------------------------- | ----------------- | -------- | ----------------- |
| 24. listopadu 1968, Paramaribo  | Surinam           | 6 – 0    | Nizozemské Antily |
| 1. prosince 1968, San Salvador  | Salvador          | 6 – 0    | Surinam           |
| 5. prosince 1968, Oranjestad    | Nizozemské Antily | 2 – 0    | Surinam           |
| 12. prosince 1968, San Salvador | Salvador          | 1 – 0    | Nizozemské Antily |
| 15. prosince 1968, San Salvador | Nizozemské Antily | 1 – 2*   | Salvador          |
| 22. prosince 1968, Paramaribo   | Surinam           | 4 – 1    | Salvador          |

(*)Hráno v Salvadoru místo na Nizozemských Antilách.
Salvador postoupil do druhé fáze.

## Druhá fáze

### Skupina 1
| Poř. | Tým   | B | Z | V | R | P | VG | IG |
| ---- | ----- | - | - | - | - | - | -- | -- |
| 1    | Haiti | 4 | 2 | 2 | 0 | 0 | 3  | 0  |
| 2    | USA   | 0 | 2 | 0 | 0 | 2 | 0  | 3  |

| Datum                          | Domácí | Výsledek | Hosté |
| ------------------------------ | ------ | -------- | ----- |
| 20. dubna 1969, Port au Prince | Haiti  | 2 – 0    | USA   |
| 11. května 1969, San Diego     | USA    | 0 – 1    | Haiti |

Haiti postoupilo do třetí fáze.

### Skupina 2
| Poř. | Tým      | B | Z | V | R | P | VG | IG |
| ---- | -------- | - | - | - | - | - | -- | -- |
| 1=   | Salvador | 2 | 2 | 1 | 0 | 1 | 3  | 1  |
| 1=   | Honduras | 2 | 2 | 1 | 0 | 1 | 1  | 3  |

| Datum                         | Domácí   | Výsledek | Hosté    |
| ----------------------------- | -------- | -------- | -------- |
| 8. června 1969, Tegucigalpa   | Honduras | 1 – 0    | Salvador |
| 15. června 1969, San Salvador | Salvador | 3 – 0    | Honduras |

Týmy Salvador a Honduras měly stejný počet bodů a o postupu tak musel rozhodnout zápas na neutrální půdě. Po odvetném utkání propukly násilné incidenty, které vyústily v ozbrojený konflikt.
| Datum                        | Domácí   | Výsledek       | Hosté    |
| ---------------------------- | -------- | -------------- | -------- |
| 26. června 1969, Mexico City | Salvador | 3 – 2 (prodl.) | Honduras |

Salvador postoupil do třetí fáze.

## Třetí fáze
| Poř. | Tým      | B | Z | V | R | P | VG | IG |
| ---- | -------- | - | - | - | - | - | -- | -- |
| 1=   | Salvador | 2 | 2 | 1 | 0 | 1 | 2  | 4  |
| 1=   | Haiti    | 2 | 2 | 1 | 0 | 1 | 4  | 2  |

| Datum                         | Domácí   | Výsledek | Hosté    |
| ----------------------------- | -------- | -------- | -------- |
| 21. září 1969, Port au Prince | Haiti    | 1 – 2    | Salvador |
| 28. září 1969, San Salvador   | Salvador | 0 – 3    | Haiti    |

Týmy Salvador a Haiti měly stejný počet bodů a o postupu tak musel rozhodnout zápas na neutrální půdě.
| Datum                   | Domácí   | Výsledek       | Hosté |
| ----------------------- | -------- | -------------- | ----- |
| 8. října 1969, Kingston | Salvador | 1 – 0 (prodl.) | Haiti |

Salvador postoupil na Mistrovství světa ve fotbale 1970.